# Томбо, Клайд Уильям
Клайд Уи́льям То́мбо (Clyde William Tombaugh, 4 февраля 1906, Стритор, Иллинойс — 17 января 1997, Лас-Крусес, Нью-Мексико) — американский астроном, открывший карликовую планету Плутон в 1930 году (в период с 1930 по 2006 год Плутон считался планетой), а также большое число астероидов.

## Биография
Родился в семье бедного фермера-арендатора. В 12-летнем возрасте Клайд впервые посмотрел в астрономическую трубу на Луну, и с этого момента началось его увлечение астрономией. Когда Клайд окончил среднюю школу, его одноклассники записали в книгу выпускников пророческую фразу: «Он откроет новый мир».
Дальнейшая учёба Клайда оказалась невозможной по причине отсутствия у родителей денег.
В связи с этим он принял решение изучать астрономию самостоятельно и собственноручно сделать телескоп. После первых неудачных опытов, для соблюдения температурного режима при обработке зеркала рефлектора, выкопал погреб, и в нём обрабатывал стеклянные диски для своего 9-дюймового рефлектора. Рисунки лунных кратеров, спутников Юпитера, поверхности Марса он послал в Лоуэлловскую обсерваторию, где они были высоко оценены специалистами.
В конце 1928 года директор Лоуэлловской обсерватории доктор Слайфер (1875—1969) прислал Клайду письмо с приглашением на работу. Он был зачислен в штат в качестве лаборанта-фотографа.
В начале апреля 1929 года, Клайд, с помощью 13-дюймового астрографа, приступил к фотографированию звёзд в созвездии Близнецов, где по вычислениям Ловелла должна была находиться «Планета Икс». Для поиска неизвестной планеты сравнивал снимки одного и того же участка неба с интервалом 2-3 ночи на блинк-компараторе. Работал по 14 часов в сутки.
В ходе выполнения этой программы Клайд обнаружил новую комету, сотни новых астероидов, много переменных звёзд; провел исследование по пространственному распределению галактик.
18 февраля 1930 года, анализируя фотопластинки, Клайд увидел, что вблизи звезды дельты Близнецов одна из слабых точек «запрыгала»: это был Плутон.
В 1932 году Клайд Томбо поступил в Канзасский университет, который окончил в 1936 году. Продолжал работать в Ловелловской обсерватории до 1943 года. В 1943—1945 годах преподавал в Аризонском колледже во Флагстаффе, в 1945—1946 годах— в Калифорнийском университете в Лос-Анджелесе.
С 1946 года работал в Абердинской баллистической лаборатории в Лас-Крусесе (штат Нью-Мексико), с 1955 года — также в университете штата Нью-Мексико (с 1965 года — профессор, с 1973 года — почётный профессор).
За открытие Плутона Клайд Томбо был удостоен специальной медали с изображением Уильяма Гершеля. Кроме того, за вклад в астрономическую науку был удостоен медали им. X. Джэксон-Гуилт Лондонского королевского астрономического общества (1931 год) и других наград.
Томбо женился в 1934 году на Патрисии Эдсон, с которой не расставался до конца жизни. Ко времени смерти Томбо у них было двое детей (сын и дочь), 5 внуков и 8 правнуков.
Примерно одна унция праха Клайда Томбо была помещена в автоматическую межпланетную станцию «Новые горизонты», запущенную к Плутону в 2006 году, то есть к 100-летней годовщине астронома. Это будут первые останки человека, которые покинут пределы Солнечной системы и выйдут в межзвёздное пространство.
7 сентября 2017 года Международный астрономический союз назвал в честь Томбо область на Плутоне.

## Открытие Плутона

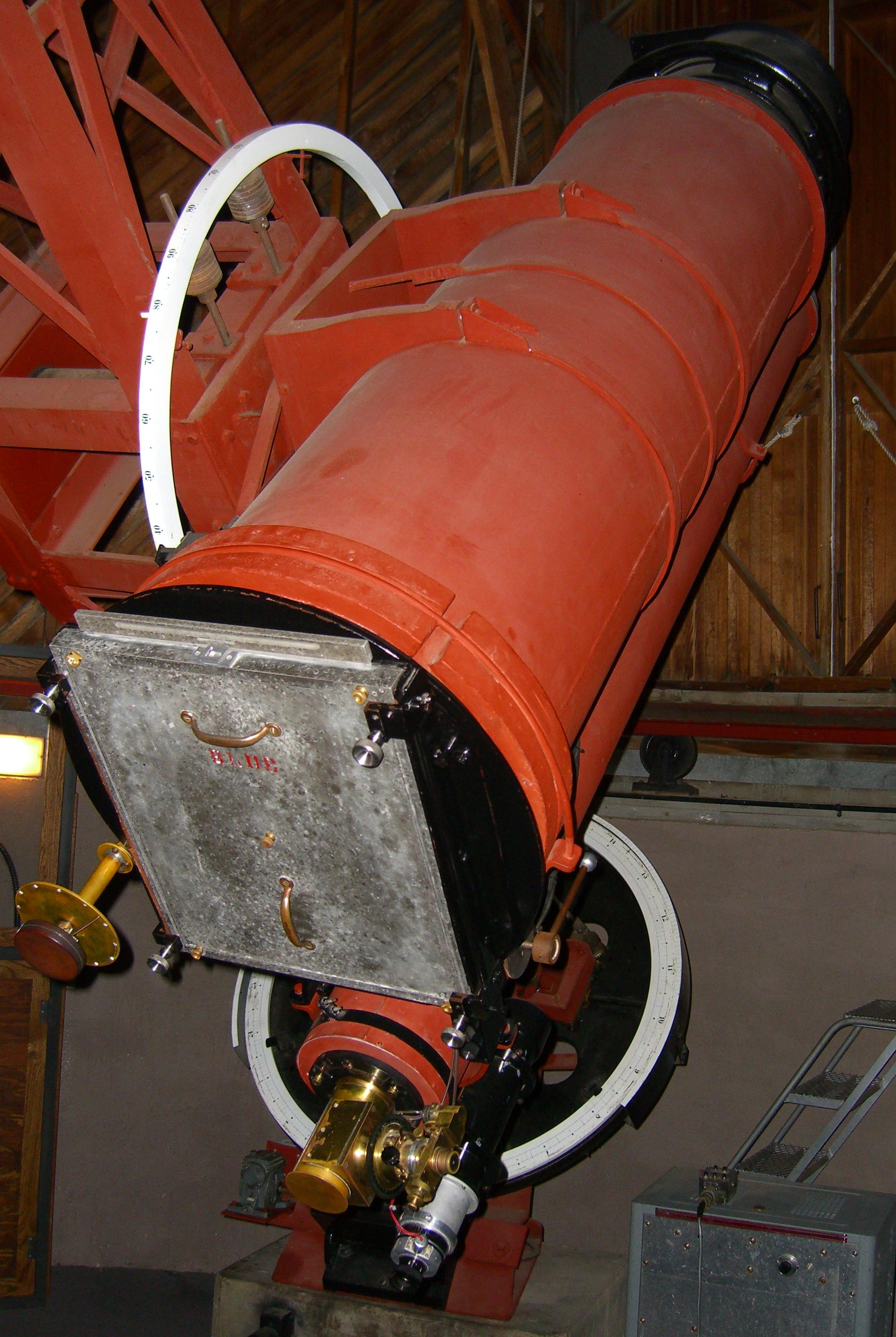
С помощью этого астрографа были получены первые снимки Плутона

Одной из работ Томбо в обсерватории Лоуэлла в Флагстаффе (Аризона) был систематический поиск «Нептуновой планеты» (называемой также Планета X), которая была предсказана Персивалем Лоуэллом и Генри Пикерингом.
Томбо использовал 13-дюймовый астрограф обсерватории, чтобы получить фотографии одной и той же части неба в разные ночи. Для сравнения изображений использовался блинк-микроскоп. В момент смены изображения движущиеся объекты, такие как планета, переместятся с одного места в другое, в то время как более отдалённые объекты, такие как звёзды, не меняют своего положения. Томбо обнаружил такой движущийся объект, и последующие наблюдения показали, что это планета. Открытие было сделано во вторник 18 февраля 1930 года с помощью изображений, полученных в январе того же года.
Название «Плутон» было предложено Венецией Берни, 11-летней английской школьницей, которая до самой своей смерти (30 апреля 2009) жила в Англии. 1 мая 1930 года в Циркуляре обсерватории Ловелла было официально объявлено, что планета будет носить имя Плутон. Название было подобрано таким образом, чтобы первые буквы «П» и «Л» повторяли инициалы Персиваля Лоуэлла.
С 24 августа 2006 года Плутон считается карликовой планетой и является прототипом для транснептуновых объектов под общим названием «плутино».

## Открытые астероиды
Томбо обнаружил в общей сложности 14 астероидов во время поиска Плутона и в годы последующих поисков других кандидатов на Планету X. В 1931 году он также открыл комету 274P/Томбо — Тенагра.
| Обозначение     | Дата открытия          |
| --------------- | ---------------------- |
| 2839 Annette    | 5 октября, 1929 года   |
| 2941 Alden      | 24 декабря, 1930 года  |
| 3310 Patsy      | 9 октября, 1931 года   |
| 3583 Burdett    | 5 октября, 1929 года   |
| 3754 Kathleen   | 16 марта, 1931 года    |
| 3775 Ellenbeth  | 6 октября, 1931 года   |
| 3824 Brendalee  | 5 октября, 1929 года   |
| 4510 Shawna     | 13 декабря, 1930 года  |
| 4755 Nicky      | 6 октября, 1931 года   |
| 5701 Baltuck    | 3 ноября, 1929 года    |
| (6618) 1936 SO  | 16 сентября, 1936 года |
| (7101) 1930 UX  | 17 октября, 1930 года  |
| (7150) 1929 TD1 | 11 октября, 1929 года  |
| (8778) 1931 TD3 | 10 октября, 1931 года  |